# Jorge Fernando Lino
Jorge Fernando Lino Macas (Guayaquil, Ecuador, 9 de marzo de 1975 - 2 de enero de 2020), conocido por el nombre artístico de Vanilla, fue un cantante urbano, policía y criminal ecuatoriano, conocido por ser el vocalista del grupo musical de salsa Promedio 20 y estar involucrado en delitos de narcotráfico.

## Primeros años
Creció en el barrio de las calles 24 y Letamendi al suroeste de Guayaquil, Ecuador, donde era conocido como el pelotero del barrio y por ser bailarín, por lo que se aprendió la coreografía de los pasos de baile del cantante estadounidense Robert Matthew Van Winkl, conocido artísticamente como Vanilla Ice, e incluso llegó a imitarlo para un concurso, por lo que fue apodado en el barrio como Vanilla.
Fue miembro de la Policía Nacional hasta 2006, cuando fue dado de baja con el grado de cabo segundo.

## Carrera artística
Formó parte del grupo musical de salsa Promedio 20 bajo el nombre artístico de Vanilla, desde el 2005, junto a Joe Black (José Corozo), D’ Roy (Robert León), talentos de salsa urbana que han incursionado en programas de realitys de televisión, donde también Corozo interpretó durante 10 años al personaje de Aristides en la serie cómica de Mi Recinto. Los artistas se conocieron por tener amigos en común. Su música funciona la música urbana con la salsa y su primer disco fue El cartel de la salsa que contó con 8 temas. El nombre del grupo es referente a la más alta nota que recibe un alumno en sus estudios. El grupo es pionero en Ecuador en fusionar la salsa con los géneros urbanos del reguetón, el rap y el hip-hop.
En 2012 lanzó junto al grupo el tema Cuchicheo, que trata de la gente que habla mal de los demás, el cual tuvo buena recepción de la gente. En 2013 el grupo fue apadrinado artísticamente por Sharon. Su música también sonó en Panamá y tuvo temas como Aquí estoy (2011), El metido (2013) y en su segundo material discográfico llamado Los reyes de la salsa urbana incluyen los temas Cara a cara, La fórmula, un remasterizado de su anterior éxito Cuchicheo y una colaboración musical con el colombiano Jimmy Saa en el tema ¿Qué es lo que tienes tú?.

## Crímenes
Lino fue detenido por tentativa de asesinato en 2006 y tuvo varios procesos judiciales vinculados a estafa, asociación ilícita y tenencia de armas.
Jorge Fernando Lino fue detenido junto a tres personas, por agentes de la Unidad Antinarcóticos de la Policía Nacional del Ecuador, el 13 de diciembre de 2018, en el noroeste de Guayaquil, en una urbanización privada del sector Lomas de la Prosperina, bajo la operación Impacto 390, donde les fue incautado 741.400 gramos de clorhidrato de cocaína, droga que se encontraba empaquetada en cartones con logotipos de una empresa fabricante de botellas plásticas. Lino sería el conductor del automotor que transportaba la droga, mientras que los otros tres detenidos la descargaban del auto.
Recuperó su libertad luego que el 22 de agosto de 2019 se dictara sobreseimiento por parte del Tribunal de Garantías Penales del Guayas, luego que los jueces Gabriel Enrique Noboa Ycaza, Edwin Logroño Varela y Segundo Mina Sifuentes se excusaran en la duda razonable para declararlo inocente y siendo sentenciados a 10 años de cárcel a los otros tres aprehendidos, sin embargo, según Antinarcóticos, Vanilla sería el líder de la banda. En su defensa, Lino presentó recortes de diarios que indicaban su trayectoria musical alegando que él solo era un artista invitado a una reunión y que no tenía conocimiento del cargamento de cocaína. Lino también fue investigado por el asesinato del fiscal Carlos Karolys en el mes de julio de 2019, pero no encontraron nada que lo vinculara en su celda luego de realizar un allanamiento en la Penitenciaría de Litoral.
Lino debía enfrentar una apelación al sobreseimiento para el 20 de febrero de 2020.

## Asesinato
La noche del 2 de enero de 2020, Jorge Fernando Lino se encontraba comiendo junto a dos personas, en un cangrejal ubicado en las calles Novena y Gómez Rendón en el suburbio de Guayaquil, Ecuador, cuando dos sujetos aparecieron por detrás y lo asesinaron al propinarle alrededor de 15 disparos a quemarropa, falleciendo en el acto, a la edad de 44 años. El suceso fue captado por una cámara de seguridad y el video fue divulgado ampliamente por las redes sociales. La policía manifestó que se trataría de un ajuste de cuentas vinculado al narcotráfico, pues aseguran que fue líder de una banda.
Sus restos fueron velados desde la tarde del 3 de enero hasta el mediodía del 4 de enero en las salas de velación del cementerio Jardines de Esperanza, con fotografías del cantante alrededor del ataúd, flores blancas y junto al féretro una placa con la leyenda "Promedio 20, el cartel de la salsa".